# Wiedener Weidberge
Das Naturschutzgebiet Wiedener Weidberge befindet sich auf dem Gebiet der Gemeinde Wieden (Schwarzwald) im Landkreis Lörrach.

## Kenndaten
Das Naturschutzgebiet wurde mit Verordnung des Regierungspräsidiums Freiburg vom 20. September 2009 ausgewiesen und hat eine Größe von  378,9976 Hektar. Es wird unter der Schutzgebietsnummer 3.279 geführt. Der CDDA-Code für das Naturschutzgebiet lautet 389996  und entspricht der WDPA-ID.

## Lage und Beschreibung
Das Naturschutzgebiet Wiedener Weidberge befindet sich auf dem Gebiet der Gemeinde Wieden (Schwarzwald) auf der Gemarkung Wieden mit einer Gesamtgröße von rund 380 ha.
Das Naturschutzgebiet ist ein großflächiges, extensiv genutzten, überwiegend mit Rindern beweidetes Grünlandgebiet mit hoher Struktur- und Artenvielfalt sowie Einzelbildungen wie z. B. Weidbuchen. Es weist ein vielfältiges Vegitationsmosaik mit zahlreichen seltenen und gefährdeten Tier- und Pflanzenarten auf.

## Schutzzweck
1. Schutzzweck des Naturschutzgebietes ist  
- die Erhaltung des großflächigen, extensiv genutzten, überwiegend beweideten Grünlands;
- die Erhaltung der Struktur- und Artenvielfalt des Gebiets mit seinen Biotoptypen und Einzelbildungen wie z. B. Weidbuchen;
- Schutz und Erhaltung der Lebensräume zahlreicher gefährdeter, zum Teil vom Aussterben bedrohter Tier- und Pflanzenarten.

2. Schutzzweck ist auch die Erhaltung von Lebensräumen, die der FFH-Richtlinie entsprechen, insbesondere artenreiche Borstgrasrasen (prioritär), magere Flachland-Mähwiesen, Bergmähwiesen, trockene Heiden, kalkreiche Niedermoore, Silikatschutthalden, Silikatfelsen, Hainsimsen-Buchenwald, Waldmeister-Buchenwald, Schlucht- und Hangmischwälder (prioritär) und Auwälder mit Erle, Esche und Weide (prioritär).

## Arteninventar
Daten sind noch nicht vorhanden.